# Bluey/Episodenliste
Bluey ist eine australische Animationsserie für Vorschulkinder, die am 1. Oktober 2018 erstmals auf ABC Kids ausgestrahlt wurde. Die Serie wurde von Joe Brumm mit der Produktionsfirma Ludo Studio aus Queensland entwickelt. Die Serie folgt Bluey, einer anthropomorphen sechsjährigen Bluey-Heeler-Hündin, die sich durch ihre Energie, Fantasie und Neugier auf die Welt auszeichnet. Die junge Hündin lebt mit ihrem Vater Bandit, ihrer Mutter Chilli und ihrer jüngeren Schwester Bingo zusammen, die Bluey regelmäßig bei ihren Abenteuern begleitet, wenn die beiden zusammen fantasievoll spielen. Andere Charaktere werden jeweils als eine andere Hunderasse dargestellt, einige inspiriert von Hunden aus Brumms Kindheit. Zu den übergreifenden Themen gehören der Einfluss einer unterstützenden Familie, die australische Kultur und die Bedeutung des Spielens in der Kindheit. Die Sendung wurde in Queensland entwickelt und produziert; die Hauptstadt Brisbane inspiriert den Schauplatz der Serie. Die Serie wurde von der Australian Broadcasting Corporation und der British Broadcasting Corporation gemeinsam in Auftrag gegeben. Die BBC Studios halten die weltweiten Vertriebs- und Merchandising-Rechte. Die internationalen Ausstrahlungsrechte an der Serie wurden 2019 von The Walt Disney Company erworben.
Seit der Erstausstrahlung am 1. Oktober 2018 hat Bluey 147 Episoden ausgestrahlt, die dritte Staffel wurde am 5. September 2021 erstmals ausgestrahlt. Sowohl in der ersten (Fröhliche Weihnachten!)  als auch in der zweiten Staffel (Weihnachten bei den Heelers) wurden zwei weihnachtliche Episoden ausgestrahlt, eine österliche Episode (Easter) wurde in der zweiten Staffel ausgestrahlt, und eine Episode zum Vatertag (Perfect) in der dritten Staffel. Richard Jeffery gewann 2021 einen Australian Directors’ Guild Award für seine Regie der Episode Schlaf gut. Die Musik für bestimmte Episoden von Bluey wurde für den APRA Screen Music Award nominiert, wobei Joff Bush als Komponist ausgezeichnet wurde. Dazu gehören Ärgern und Verpackung, die beide für die beste Musik für Kinderfernsehen 2019 bzw. 2020 nominiert wurden. Ausgewählte Episoden wurden auch als Bilderbücher adaptiert, darunter Der Strand, das 2020 die Australian Book Industry Awards für das Buch des Jahres und das Kinderbilderbuch des Jahres (Alter 0–6) gewann. Episoden der ersten, zweiten und dritten Staffel sind in Australien auch auf DVD erschienen, vertrieben von BBC Studios.

## Übersicht
| Staffel | Episodenanzahl | Erstausstrahlung Australien | Erstausstrahlung Australien | Deutschsprachige Erstausstrahlung | Deutschsprachige Erstausstrahlung |
| Staffel | Episodenanzahl | Staffelpremiere             | Staffelfinale               | Staffelpremiere                   | Staffelfinale                     |
| ------- | -------------- | --------------------------- | --------------------------- | --------------------------------- | --------------------------------- |
| 1       | 52             | 1. Oktober 2018             | 12. Dezember 2019           | 28. Oktober 2019                  | 23. April 2020                    |
| 2       | 52             | 17. März 2020               | 4. April 2021               | 24. Februar 2021                  | 17. April 2022                    |
| 3       | 50             | 5. September 2021           | 21. April 2024              | 10. August 2022                   | 21. April 2024                    |

## Staffel 1
| Nr. (ges.) | Nr. (St.) | Deutscher Titel                      | Originaltitel                    | Erstausstrahlung AUS | Deutschsprachige Erstausstrahlung (D) | Drehbuch                   | Zuschauer (AUS) |
| --- | --------- | ------------------------------------ | -------------------------------- | -------------------- | ------------------------------------- | -------------------------- | --------------- |
| 1 | 1         | Das magische Xylophon                | Magic Xylophone                  | 1. Okt. 2018         | 28. Okt. 2019                         | Joe Brumm                  | –               |
| Bandit benutzt Bluey als Scheinklavier und Bingo bittet darum, auch einmal spielen zu dürfen. Als die Geschwister ein magisches Xylophon wiederentdecken, das Bandit in einer bestimmten Position einfrieren kann, ärgert sich Bingo, dass Bluey das Spielzeug nicht mit ihr teilt. Bluey lernt, dass das Abwechseln ein wichtiger Teil des Spiels ist.                                         |           |                                      |                                  |                      |                                       |                            |                 |
| 2 | 2         | Das Krankenhaus                      | Hospital                         | 2. Okt. 2018         | 28. Okt. 2019                         | Joe Brumm                  | 141.000         |
| Bandit wird in ein imaginäres Krankenhaus eingeliefert, in dem Bingo die Krankenschwester und Bluey den Arzt spielt. Die Ärztinnen führen eine Operation an Bandit durch, um ihn von seinen Bauchschmerzen zu befreien. Sie geben vor, dass eine Katze in ihm steckt, die herausgelockt werden muss.                                                                                            |           |                                      |                                  |                      |                                       |                            |                 |
| 3 | 3         | Der letzte Luftballon Der Luftballon | Keepy Uppy                       | 3. Okt. 2018         | 28. Okt. 2019                         | Joe Brumm                  | 122.000         |
| Bluey bläst ihren letzten Luftballon auf und spielt mit Bingo eine Partie „Keepy Uppy“, bei der es darum geht, den Luftballon so lange wie möglich in der Luft zu halten. Die Geschwister fordern Bandit auf, das Spiel schwieriger zu gestalten, was zu einer Verfolgungsjagd im Freien führt, um den Ballon vor dem Platzen auf dem Gras zu bewahren.                                         |           |                                      |                                  |                      |                                       |                            |                 |
| 4 | 4         | Papa Roboter                         | Daddy Robot                      | 4. Okt. 2018         | 28. Okt. 2019                         | Joe Brumm                  | 177.000         |
| Bluey und Bingo rufen „Papa Roboter“ herbei, um ihr Spielzimmer aufzuräumen, und Bandit tut so, als würde er ihre Befehle befolgen. Als der Roboter jedoch eine Fehlfunktion hat, erkennen Bluey und Bingo, wie wichtig es ist, ihr Zimmer selbst aufzuräumen. |           |                                      |                                  |                      |                                       |                            |                 |
| 5 | 5         | Das Schattenspiel                    | Shadowlands                      | 5. Okt. 2018         | 26. Okt. 2019                         | Joe Brumm                  | 156.000         |
| Während eines Picknicks spielt Bluey mit Snickers und Coco das Spiel „Schattenland“, bei dem sie durch den Park laufen müssen, indem sie nur auf Schatten treten. Bluey versucht, Coco beizubringen, wie man Probleme löst und die Regeln befolgt, anstatt Abkürzungen zu nehmen, um das Spiel einfacher zu machen.                                                                             |           |                                      |                                  |                      |                                       |                            |                 |
| 6 | 6         | Wochenende                           | The Weekend                      | 6. Okt. 2018         | 23. Okt. 2019                         | Joe Brumm                  | 153.000         |
| Bluey und Bingo freuen sich darauf, das Wochenende zu Hause zu verbringen und mit Bandit Spiele zu spielen. Während Bingo vorgibt, eine magische Statue zu sein, die sich auf mysteriöse Weise bewegt, findet sie ein wandelndes Blattinsekt, ist aber verärgert, als Bandit zu sehr mit dem Spiel beschäftigt ist, um ihren Ruf zu bemerken.                                                   |           |                                      |                                  |                      |                                       |                            |                 |
| 7 | 7         | Grillfest                            | BBQ                              | 7. Okt. 2018         | 22. Juli 2020                         | Joe Brumm                  | 109.000         |
| Bandit und Chilli veranstalten ein Grillfest für die Gäste Stripe und Trixie, während Bluey und Bingo ihr eigenes Grillfest mit ihren Cousins Muffin und Socks nachspielen. Bingo hat die Aufgabe, den Salat zuzubereiten, und sucht im Garten nach den besten Pflanzen. |           |                                      |                                  |                      |                                       |                            |                 |
| 8 | 8         | Flughund                             | Fruitbat                         | 8. Okt. 2018         | 29. Juli 2020                         | Joe Brumm                  | 169.000         |
| Zur Schlafenszeit ist Bluey enttäuscht, dass der Tag vorbei ist, und will nicht schlafen gehen. Sie erfährt, dass Flughunde nachtaktiv sind und wünscht sich, selbst einer zu werden, um in der Nacht wach bleiben zu können. Sie beschließt, stattdessen davon zu träumen, eine Fledermaus zu sein.                                                                                            |           |                                      |                                  |                      |                                       |                            |                 |
| 9 | 9         | Reiten                               | Horsey Ride                      | 9. Okt. 2018         | 13. Apr. 2020                         | Joe Brumm                  | 162.000         |
| Bluey vergisst, ihr spezielles Spielzeug wegzulegen, als ihre Cousins und Onkel Stripe zu Besuch kommen, woraufhin Socks das Spielzeug findet und darauf besteht, daran zu nagen. Die Kinder beschließen, sich vorzustellen, dass ihre Eltern Pferde sind, und inszenieren eine Pferdehochzeit, um Socks davon abzulenken, mit Blueys Spielzeug zu spielen.                                     |           |                                      |                                  |                      |                                       |                            |                 |
| 10 | 10        | Hotel                                | Hotel                            | 10. Okt. 2018        | 24. Juli 2020                         | Joe Brumm                  | 140.000         |
| Bluey und Bingo betreiben zu Hause ein vermeintliches Hotel, in dem Bandit ein Zimmer für die Nacht bucht und darum bittet, nicht gestört zu werden. Die Geschwister stören die Nacht ihres Gastes, aber Bingo regt sich auf, wenn Bluey zu herrisch ist und alle Entscheidungen in ihrem Spiel trifft.                                                                                         |           |                                      |                                  |                      |                                       |                            |                 |
| 11 | 11        | Das Fahrrad                          | Bike                             | 11. Okt. 2018        | 9. Apr. 2020                          | Joe Brumm                  | 135.000         |
| Bluey wird entmutigt, als sie Fahrradfahren lernt, und bemerkt, dass ihre Freunde und ihre Familie um sie herum ebenfalls mit ihren eigenen Herausforderungen zu kämpfen haben. Sie beobachtet, wie sie die Entschlossenheit finden, ihre Hürden zu überwinden, und wird dadurch inspiriert, ihr eigenes Ziel durchzuhalten.                                                                    |           |                                      |                                  |                      |                                       |                            |                 |
| 12 | 12        | Ein besonderer Gast Bob Beuteltier   | Bob Bilby                        | 12. Okt. 2018        | 27. Juli 2020                         | Joe Brumm                  | 177.000         |
| Bingo bekommt die Klassenpuppe ihres Kindergartens, Bob Beuteltier, als Geschenk für das Wochenende mit nach Hause. Bluey und Bandit helfen Bingo, Fotos von Bob Beuteltier für das Sammelalbum zu machen, aber als die Familie merkt, dass sie zu viel Zeit mit der Technik verbringt, machen sie sich daran, Bob Beuteltiers Besuch zum aufregendsten aller Zeiten zu machen.                 |           |                                      |                                  |                      |                                       |                            |                 |
| 13 | 13        | Ferngesteuert                        | Spy Game                         | 13. Okt. 2018        | 27. Okt. 2020                         | Joe Brumm                  | 154.000         |
| Bei einem gemeinsamen Grillfest im Park spielt Bluey mit ihren Freunden ein Spiel, bei dem sie vorgibt, Spione auf einer Mission zu sein. Als Bingo aufhört zu spielen, spürt Bluey, dass das Spiel zu scheitern droht. Bluey erkennt, wie wichtig ihre Schwester für das Team ist und überredet Bingo, wieder mitzuspielen.                                                                    |           |                                      |                                  |                      |                                       |                            |                 |
| 14 | 14        | Warten                               | Takeaway                         | 14. Okt. 2018        | 1. Nov. 2020                          | Joe Brumm                  | 159.000         |
| Bluey und Bingo begleiten Bandit, um sein Essen zum Mitnehmen abzuholen, müssen aber mit ihm vorm Schnellrestaurant warten, bis seine Bestellung fertig ist. Bandit versucht, seine unruhigen Kinder zu kontrollieren, während sie warten, aber schließlich erkennt er, dass sie Spaß haben sollten, solange sie noch jung sind.                                                                |           |                                      |                                  |                      |                                       |                            |                 |
| 15 | 15        | Schmetterlinge                       | Butterflies                      | 15. Okt. 2018        | 2. Jan. 2021                          | Joe Brumm                  | 153.000         |
| Bingo fühlt sich von Blueys Freundin Judo eingeschüchtert, während sie zusammen spielen und den Lebenszyklus eines Schmetterlings nachspielen. Als Judo Bluey ermutigt, ihre Schwester im Stich zu lassen und woanders zu spielen, ist Bingo traurig. Bluey kehrt zurück, um sich zu entschuldigen, und die drei Freunde lernen, miteinander zu spielen.                                        |           |                                      |                                  |                      |                                       |                            |                 |
| 16 | 16        | Riesen-Ball Der Yoga-Ball            | Yoga Ball                        | 16. Okt. 2018        | 9. Jan. 2020                          | Joe Brumm                  | 151.000         |
| Als Bandit den ganzen Tag von zu Hause aus arbeitet, stehlen Bluey und Bingo den Yoga-Ball-Stuhl von seinem Schreibtisch und bestehen darauf, dass er mit ihnen spielt. Bingo ist entmutigt, als Bandit beim Spielen zu grob mit ihr umgeht, und mit Chilis Hilfe bittet sie ihn, sanfter zu sein.                                                                                              |           |                                      |                                  |                      |                                       |                            |                 |
| 17 | 17        | Geduld                               | Calypso                          | 17. Okt. 2018        | 2. Jan. 2021                          | Joe Brumm                  | 124.000         |
| Calypso begleitet einen Tag in der Schule und unterstützt die Kinder beim gemeinsamen phantasievollen Spiel. Unter den verschiedenen Spielen betreibt Bluey eine imaginäre Fish-&-Chips-Filiale und stellt Indy als Kellnerin ein, während Pretzel sich Zeit nimmt, um sich etwas zum Spielen auszudenken.                                                                                      |           |                                      |                                  |                      |                                       |                            |                 |
| 18 | 18        | Der Arzt                             | The Doctor                       | 18. Okt. 2018        | 10. Apr. 2020                         | Joe Brumm                  | 153.000         |
| Bluey arbeitet in einer imaginären Arztpraxis und verwaltet die Termine für Bingo, während sie so tut, als wäre sie der Arzt. Honey zaubert eine angebliche Krankheit aus dem Hut, ist aber enttäuscht, als eine lange Schlange von Patienten vor ihr behandelt werden. |           |                                      |                                  |                      |                                       |                            |                 |
| 19 | 19        | Der Greifer Die Kralle               | The Claw                         | 19. Okt. 2018        | 10. Jan. 2020                         | Joe Brumm                  | 183.000         |
| Bluey und Bingo finden in einem öffentlichen Gebäudekomplex einen Greifautomaten und sind enttäuscht, als sie keinen Preis gewinnen können. Chilli und Bandit erfinden zu Hause ihr eigenes imaginäres Greifspiel, um sie aufzuheitern, und Bandit versucht, den Kindern dabei eine Lektion zu erteilen.                                                                                        |           |                                      |                                  |                      |                                       |                            |                 |
| 20 | 20        | Markt                                | Markets                          | 20. Okt. 2018        | 29. Okt. 2020                         | Joe Brumm                  | 120.000         |
| Nach einem Besuch der Zahnfee, die ihr einen verlorenen Zahn zurückgegeben hat, beschließt Bluey, das Geld auf dem örtlichen Markt auszugeben. Bluey sucht an den Ständen nach einer Möglichkeit, etwas zu kaufen, hat aber Schwierigkeiten, etwas zu finden, das sie und Indy gemeinsam genießen können.                                                                                       |           |                                      |                                  |                      |                                       |                            |                 |
| 21 | 21        | Die großen blauen Berge              | Blue Mountains                   | 21. Okt. 2018        | 9. Jan. 2021                          | Joe Brumm                  | 155.000         |
| Bluey, Bingo und Chilli spielen im Rollenspiel eine Geschichte über zwei Schwestern und eine Fee, die durch die blauen Berge reisen. Sie benutzen ihre Hände als Puppenfiguren und tun so, als sei Bandit das Gebirge, während er ein Nickerchen macht. Als Bandit erwacht, treffen die Figuren auf einen verdächtigen Fuchs.                                                                   |           |                                      |                                  |                      |                                       |                            |                 |
| 22 | 22        | Der Pool                             | The Pool                         | 22. Okt. 2018        | 28. Okt. 2019                         | Joe Brumm                  | 139.000         |
| Bandit vergisst, die wichtige Schwimmausrüstung, einschließlich der Schwimmflügel, mitzubringen, als er mit Bluey und Bingo in aller Eile zu Onkel Stripes Pool aufbricht. Das Trio hat Mühe, den heißen Tag ohne die Ausrüstung zu genießen, die Chilli später bringt und der Familie beibringt, dass langweilige Aufgaben trotzdem wichtig sind.                                              |           |                                      |                                  |                      |                                       |                            |                 |
| 23 | 23        | Der Laden                            | Shops                            | 23. Okt. 2018        | 9. Jan. 2021                          | Joe Brumm                  | 155.000         |
| Bluey und ihre Freunde richten einen Laden für ein Rollenspiel ein. Mackenzie ist frustriert, als Bluey zu viel Zeit damit verbringt, Regeln aufzustellen und die Details des Szenarios festzulegen. Die Freunde lernen, wie sie sich gegenseitig passende Rollen zuweisen können, um das Spiel zu genießen.                                                                                    |           |                                      |                                  |                      |                                       |                            |                 |
| 24 | 24        | Der Bollerwagen                      | Wagonride                        | 24. Okt. 2018        | 20. Juli 2020                         | Joe Brumm                  | 120.000         |
| Bluey und Bingo fahren in einem Wagen, der von ihrem Vater gezogen wird, auf dem Weg zum Klettergerüst. Bluey und Bandit entwickeln eine Strategie, um ihre Aufregung zu verhindern, wenn er anhält, um mit anderen Erwachsenen zu sprechen. Bluey lernt eine Lektion in Geduld, indem er zusieht, wie Bingo sich selbst unterhält.                                                             |           |                                      |                                  |                      |                                       |                            |                 |
| 25 | 25        | Das Taxi                             | Taxi                             | 25. Okt. 2018        | 28. Okt. 2020                         | Joe Brumm                  | 153.000         |
| Bluey fährt ein vorgetäuschtes Taxi. Bandit und Bingo spielen die Passagiere, die zum Flughafen gebracht werden, während Chilli die Stimme für das imaginäre Navigationsgerät liefert. Als das Auto eine Panne hat, ist Bandit gezwungen, zu Fuß zu laufen, um seinen Flug zu erreichen. |           |                                      |                                  |                      |                                       |                            |                 |
| 26 | 26        | Der Strand                           | The Beach                        | 26. Okt. 2018        | 6. Jan. 2020                          | Joe Brumm                  | 157.000         |
| Bei einem Familienausflug an den Strand beschließt Chilli, allein spazieren zu gehen. Als Bluey sie begleiten will, folgt sie den Spuren ihrer Mutter am Strand entlang und genießt die Sehenswürdigkeiten am Wegesrand. Als sie zum ersten Mal allein geht, versucht sie, mutig zu sein, und holt ihre Mutter schließlich ein.                                                                 |           |                                      |                                  |                      |                                       |                            |                 |
| 27 | 27        | Piraten                              | Pirates                          | 1. Apr. 2019         | 30. Okt. 2020                         | Joe Brumm                  | 166.000         |
| Bluey, Bingo und Missy tun auf der Hängemattenschaukel auf dem Spielplatz im Park so, als seien sie Piraten. Missy hat Angst vor der Reise auf dem imaginären Schiff, aber sie stellt sich ihrer Angst und rettet ihre Freunde aus dem Bauch eines Wals. |           |                                      |                                  |                      |                                       |                            |                 |
| 28 | 28        | Oma                                  | Grannies                         | 2. Apr. 2019         | 8. Apr. 2020                          | Joe Brumm                  | 214.000         |
| Bluey und Bingo verkleiden sich als Großmütter, sind sich aber nicht einig, ob Großmütter den Floss-Tanz beherrschen oder nicht. Bluey beweist, dass sie es nicht können, indem sie Nana per Video anruft. Als Bingo sich darüber aufregt, beschließt Bluey, Nana den Tanz beizubringen, damit Bingo weiterspielen kann.                                                                        |           |                                      |                                  |                      |                                       |                            |                 |
| 29 | 29        | Am Fluss Am Bach                     | The Creek                        | 3. Apr. 2019         | 2. Nov. 2020                          | Joe Brumm                  | 189.000         |
| Bandit nimmt Bluey, Bingo und Mackenzie mit an den Bach, nachdem sie den örtlichen Spielplatz satthaben. Bluey fällt es schwer, die Schönheit der sie umgebenden Natur zu schätzen, bis sie am Wasser ankommen. Bluey lernt, aus ihrer Komfortzone herauszutreten und neue Dinge auszuprobieren.                                                                                                |           |                                      |                                  |                      |                                       |                            |                 |
| 30 | 30        | Zauberei Feenzauber                  | Fairies                          | 4. Apr. 2019         | 3. Nov. 2020                          | Joe Brumm                  | 194.000         |
| Als die Familie den Verdacht hat, dass Feen in ihr Haus eingedrungen sind, machen sich Bluey, Bingo, Bandit und Chilli auf die Suche nach den unsichtbaren Wesen und fangen sie ein. Bandit verletzt versehentlich Bingos Gefühle und macht es wieder gut, indem er die Feen austrickst. |           |                                      |                                  |                      |                                       |                            |                 |
| 31 | 31        | Arbeit                               | Work                             | 5. Apr. 2019         | 7. Apr. 2020                          | Claire Renton & Joe Brumm  | 198.000         |
| Bluey und Bingo spielen im Rollenspiel einen Arbeitstag nach. Bandit spielt den Chef einer Abflussrohrfabrik und stellt Bluey und Bingo nach ihren erfolgreichen Vorstellungsgesprächen ein. Der Tag nimmt eine Wendung, als Bluey die Kontrolle über das Unternehmen übernimmt und Bandit wegen seines Verstoßes gegen die strengen Tanzverbot-Regeln feuert.                                  |           |                                      |                                  |                      |                                       |                            |                 |
| 32 | 32        | Der weise alte Wolfshund             | Bumpy and the Wise Old Wolfhound | 6. Apr. 2019         | 7. Apr. 2020                          | Joe Brumm                  | 196.000         |
| Als Bingo krank ist und im Krankenhaus liegt, erhält sie von Bluey ein Video, einen Kurzfilm, den sie mit Bandit und der Familie gedreht hat. Die Geschichte handelt von einer jungen Hündin namens Bumpy, die krank wird, und ihrem Besitzer Barnicus, der sie in dieser schwierigen Zeit unterstützt.                                                                                         |           |                                      |                                  |                      |                                       |                            |                 |
| 33 | 33        | Das Trampolin                        | Trampoline                       | 7. Apr. 2019         | 7. Jan. 2020                          | Joe Brumm                  | 261.000         |
| Bandit spielt mit Bluey und Bingo auf dem Trampolin, bevor er zur Arbeit gehen muss. Die Mädchen denken sich einen Plan aus, um ihn zum Bleiben zu bewegen: Sie tun so, als würden sie ihn auf dem Trampolin mit Frühstück füttern. Bevor er geht, erklärt Bandit Bluey, dass auch sie eine wichtige Aufgabe hat: Sie soll sich weiterhin Spiele ausdenken.                                     |           |                                      |                                  |                      |                                       |                            |                 |
| 34 | 34        | Müll                                 | The Dump                         | 8. Apr. 2019         | 4. Nov. 2020                          | Joe Brumm                  | 233.000         |
| Bandit nimmt Bluey und Bingo mit auf eine Autofahrt zur Mülldeponie, wo sie ihren Müll entsorgen. Bluey stellt Bandit auf dem Weg dorthin eine Reihe von Fragen und er behauptet, dass er alles weiß. Aber als sie dort ankommen, ist Bluey traurig zu erfahren, dass er ihre alten Zeichnungen wegwirft.                                                                                       |           |                                      |                                  |                      |                                       |                            |                 |
| 35 | 35        | Der Zoo                              | Zoo                              | 9. Apr. 2019         | 6. Jan. 2020                          | Beth Harvey & Joe Brumm    | 217.000         |
| Bluey und Bingo bauen zu Hause im Garten einen vorgetäuschten Zoo auf. Bluey spielt die Zoowärterin, die Bingo und Chilli durch das Gelände führt. Bluey muss sich einen Plan ausdenken, um den Pavian (Bandit) zu fangen, als dieser aus dem Gehege ausbricht und Bingo mitnimmt. |           |                                      |                                  |                      |                                       |                            |                 |
| 36 | 36        | Huckepack                            | Backpackers                      | 10. Apr. 2019        | 23. Juli 2020                         | Joe Brumm                  | 257.000         |
| Bluey, Bingo, Muffin und Socks spielen ein Rollenspiel, bei dem sie so tun, als würden sie einen Rucksack durch den Garten tragen. Die Kinder werden zu Rucksäcken, die Chilli und Bandit bei der Erkundung ihres Urlaubsziels mit sich herumtragen müssen. |           |                                      |                                  |                      |                                       |                            |                 |
| 37 | 37        | Das Abenteuer                        | The Adventure                    | 11. Apr. 2019        | 21. Feb. 2021                         | Joe Brumm                  | 243.000         |
| Bluey spielt mit Chloe und gibt vor, ein Pferd zu sein, während sie die Prinzessin auf ein imaginäres Abenteuer begleitet, um auf dem Bauernhof der Familie Nahrung zu finden. Die Freunde tauschen die Rollen und schlüpfen in verschiedene Figuren, während sie das Königreich vor einer bösen Königin retten.                                                                                |           |                                      |                                  |                      |                                       |                            |                 |
| 38 | 38        | Nachmacherin                         | Copycat                          | 12. Apr. 2019        | 9. Jan. 2021                          | Joe Brumm                  | 313.000         |
| Bandit wacht auf und stellt fest, dass Bluey jeden seiner Schritte kopiert. Während die beiden draußen spielen, findet Bluey einen verletzten Wellensittich. Sie bringen den Vogel zum Tierarzt und erfahren, dass er gestorben ist. Als sie nach Hause kommen, spielt Bluey die Ereignisse mit Bingo nach, um über den Tod des Wellensittichs hinwegzukommen.                                  |           |                                      |                                  |                      |                                       |                            |                 |
| 39 | 39        | Der Übernachtungsgast                | The Sleepover                    | 13. Apr. 2019        | 28. Juli 2020                         | Joe Brumm                  | 191.000         |
| Blueys und Bingos Cousine Muffin kommt zu einer Übernachtung und ist extrem müde. Onkel Stripe erklärt, dass Muffin ihren täglichen Mittagsschlaf aufgibt. Die Schwestern bleiben lange auf und spielen ein Spiel mit Muffin, bevor sie ihr in den Schlaf helfen, als sie merken, dass sie erschöpft ist.                                                                                       |           |                                      |                                  |                      |                                       |                            |                 |
| 40 | 40        | Frühgeburt                           | Early Baby                       | 14. Apr. 2019        | 21. Feb. 2021                         | Joe Brumm                  | 255.000         |
| Als die beiden getrennten Spiele von Rusty und Indy in Blueys Spielgruppe in Konflikt geraten, erklären sich die Gruppen gegenseitig ihre unterschiedlichen Aktivitäten. Nach dem Austausch finden die Freunde eine gemeinsame Basis für ihre Spiele, und Rusty und Indy beschließen, zusammen zu spielen.                                                                                      |           |                                      |                                  |                      |                                       |                            |                 |
| 41 | 41        | Mutter, Vater, Kind                  | Mums and Dads                    | 15. Apr. 2019        | 24. Juni 2020                         | Joe Brumm                  | 231.000         |
| Rusty und Indy haben eine Meinungsverschiedenheit darüber, welcher Elternteil beim Spiel „Mutter, Vater, Kind“ arbeiten soll, was sie dazu veranlasst, getrennt zu spielen. Als sie jedoch feststellen, dass ihre Freunde andere Vorstellungen davon haben, wie das Spiel zu spielen ist, spielen die beiden wieder zusammen.                                                                   |           |                                      |                                  |                      |                                       |                            |                 |
| 42 | 42        | Verstecken                           | Hide and Seek                    | 16. Apr. 2019        | 8. Jan. 2020                          | Joe Brumm                  | 229.000         |
| Bluey spielt mit Bingo, Chilli und Bandit Verstecken, wird aber schnell von ihren Spielsachen abgelenkt, so dass ihre Familie sich unentdeckt im Haus versteckt. Als sie sich beruhigt und konzentriert, erinnert sich Bluey an das Spiel und findet erfolgreich ihre Familie. |           |                                      |                                  |                      |                                       |                            |                 |
| 43 | 43        | Zelten                               | Camping                          | 17. Apr. 2019        | 22. Feb. 2021                         | Joe Brumm                  | 270.000         |
| Bluey lernt auf einem Campingausflug mit ihrer Familie einen französischen Labrador namens Jean-Luc kennen. Die beiden spielen zusammen und bauen einen Lagerplatz, aber als Bandit sich als Wildschwein ausgibt, müssen die beiden einen Weg finden, sich zu verständigen, um das Schwein zu bekämpfen. Bluey ist traurig, als Jean-Luc abreist.                                               |           |                                      |                                  |                      |                                       |                            |                 |
| 44 | 44        | Gipfelstürmer                        | Mount Mumandad                   | 18. Apr. 2019        | 22. Feb. 2021                         | Tim Bain & Joe Brumm       | 261.000         |
| Bluey und Bingo tun so, als wären Chilli und Bandit ein Berg, als sie die Aufgabe bekommen, ein Spiel ohne ihre Eltern zu spielen. Bluey rennt voraus, um den Gipfel zu erreichen, während Bingo einen Rucksack mitbringt, um die Kletterausrüstung zu tragen. |           |                                      |                                  |                      |                                       |                            |                 |
| 45 | 45        | Lieblingskind                        | Kids                             | 19. Apr. 2019        | 23. Feb. 2021                         | Joe Brumm                  | 269.000         |
| Bei einem Besuch im Supermarkt übernimmt Bluey die Rolle der Eltern, während Bandit an der Seite von Bingo die Rolle des Kindes übernehmen muss. Als er versucht, den Einkaufswagen mit den Lebensmitteln zu füllen, bekommt Bandit Ärger mit Bluey, weil er ein ungehorsames Kind ist. |           |                                      |                                  |                      |                                       |                            |                 |
| 46 | 46        | Das Rattenhuhn                       | Chickenrat                       | 20. Apr. 2019        | 23. Feb. 2021                         | Joe Brumm                  | 242.000         |
| Vor dem Schlafengehen verliert Bingo ihr Lieblingskuscheltier. Chilli hilft Bluey und Bingo, ihre Schritte zurückzuverfolgen, um den verlorenen Gegenstand wiederzufinden. Die Geschwister erzählen von ihren Abenteuern, als sie sich daran erinnern, wie sie mit Bandit spielten, der so tat, als sei er ein „Rattenhuhn“-Wesen.                                                              |           |                                      |                                  |                      |                                       |                            |                 |
| 47 | 47        | Die Nachbarn                         | Neighbours                       | 21. Apr. 2019        | 6. Apr. 2020                          | Joe Brumm                  | 195.000         |
| Bluey baut ein Fantasiehaus und bekommt neue Nachbarn, als Bingo, Chilli und Bandit in die Straße ziehen. Bluey muss lernen, mit einer schwierigen Nachbarin auszukommen, als Bingo in ihren Bereich eindringt und auf ihr Grundstück übergreift. |           |                                      |                                  |                      |                                       |                            |                 |
| 48 | 48        | Ärgern                               | Teasing                          | 22. Apr. 2019 Anm. 1 | 23. Apr. 2021                         | Joe Brumm                  | 187.000         |
| Als Bluey Bingo neckt, argumentiert sie, dass das akzeptabel ist, weil Bandit sie immer neckt. Die Familie erinnert sich an all die Zeiten, in denen Bandit sich über sie lustig gemacht hat, aber sie lernen schließlich, dass es einen Unterschied zwischen Hänseleien und Spielen gibt. |           |                                      |                                  |                      |                                       |                            |                 |
| 49 | 49        | Zauber-Spargel                       | Asparagus                        | 23. Apr. 2019 Anm. 1 | 21. Juli 2020                         | Joe Brumm                  | 157.000         |
| Bandit versucht Bluey beizubringen, wie man sich beim Essen am Esstisch benimmt. Doch als Chilli Bluey eine Spargelstange gibt, die die Familie auf magische Weise in Tiere verwandelt, entdeckt Bluey die Bedeutung von Manieren, während er versucht, alle zu kontrollieren. |           |                                      |                                  |                      |                                       |                            |                 |
| 50 | 50        | Der Emu                              | Shaun                            | 24. Apr. 2019 Anm. 1 | 14. Apr. 2020                         | John McGeachin & Joe Brumm | 172.000         |
| Bluey und Bingo versuchen, Bandit davon zu überzeugen, sich ein Haustier anzuschaffen, aber er besteht darauf, dass sie bereits ein Haustier haben: ein ungehorsames Emu namens Shaun. Bandits Hand verwandelt sich in Shaun und die Geschwister lernen, sich um ihr neues Haustier zu kümmern, indem sie es füttern, baden und spazieren führen.                                               |           |                                      |                                  |                      |                                       |                            |                 |
| 51 | 51        | Schlafenszeit                        | Daddy Putdown                    | 25. Apr. 2019 Anm. 1 | 5. Nov. 2020                          | Joe Brumm                  | 149.000         |
| Während Chilli bei der Babyparty eines Freundes übernachtet, muss Bandit Bluey und Bingo ins Bett bringen. Als die Geschwister ihre Mutter vermissen, beschließt Bluey, selbst eine Babyparty zu veranstalten, um sich von ihren Ängsten abzulenken. |           |                                      |                                  |                      |                                       |                            |                 |
| 52 | 52        | Fröhliche Weihnachten!               | Verandah Santa                   | 12. Dez. 2019 Anm. 2 | 16. Dez. 2019                         | Joe Brumm                  | 207.000         |
| Am Weihnachtsabend erfährt Bluey, dass der Weihnachtsmann nur Kinder besucht, die sich gut benehmen. Beim Spiel " Veranda-Weihnachtsmann" wird sie von Socks gebissen und ist sehr verärgert. Da sie ihre Gefühle nicht unter Kontrolle hat, schließt Bluey Socks absichtlich vom Spiel aus, bevor Chilli und Bandit ihr beibringen, wie wichtig es ist, das ganze Jahr über gutherzig zu sein. |           |                                      |                                  |                      |                                       |                            |                 |

## Staffel 2
| Nr. (ges.) | Nr. (St.) | Deutscher Titel             | Originaltitel                     | Erstausstrahlung AUS | Deutschsprachige Erstausstrahlung (D) | Drehbuch                        | Zuschauer (AUS) |
| --- | --------- | --------------------------- | --------------------------------- | -------------------- | ------------------------------------- | ------------------------------- | --------------- |
| 53 | 1         | Drei Wünsche                | Dance Mode                        | 17. März 2020        | 24. Feb. 2021                         | Joe Brumm                       | 458.000         |
| Als Bandit versehentlich Bingos letzten Chip in einem Restaurant verspeist, macht er es wieder gut, indem er ihr die Fähigkeit des „Tanzmodus“ verleiht: die Fähigkeit, ihre Familienmitglieder zu jedem beliebigen Zeitpunkt zum Tanzen zu bringen. Bingo ist jedoch frustriert, als ihre Familie die Entscheidungen für sie trifft und ihr die Möglichkeit nimmt, diese Fähigkeit zu nutzen.                                                                              |           |                             |                                   |                      |                                       |                                 |                 |
| 54 | 2         | Baumarkt                    | Hammerbarn                        | 18. März 2020        | 24. Feb. 2021                         | Joe Brumm                       | 338.000         |
| Bandit wird von Luckys Vater dazu inspiriert, einen neuen Pizzaofen zu bauen, und nimmt die Familie mit zum Hammerbarn, dem örtlichen Baumarkt, um Material zu besorgen. Bluey und Bingo bauen im Einkaufswagen einen Garten aus Gegenständen, die sie während der Fahrt durch das Lagerhaus gesammelt haben. Bluey vergleicht ihre Kreation ständig mit der von Bingo und kämpft mit der Eifersucht auf ihre Schwester.                                                    |           |                             |                                   |                      |                                       |                                 |                 |
| 55 | 3         | Zauberfederstab             | Featherwand                       | 19. März 2020        | 24. Feb. 2021                         | Joe Brumm                       | 381.000         |
| Bluey bereitet sich auf Chloes Geburtstagsparty vor, aber Bingo ist niedergeschlagen, als sie daran erinnert wird, dass sie nicht eingeladen ist. Bingo entdeckt eine magische „Zauberfederstab“, die Gegenstände auf ihren Befehl hin absichtlich schwer machen kann, und verlangsamt so den Prozess, mit dem Bluey und Chilli das Haus verlassen. |           |                             |                                   |                      |                                       |                                 |                 |
| 56 | 4         | Squash                      | Squash                            | 20. März 2020        | 24. Feb. 2021                         | Dan Brumm & Joe Brumm           | 351.000         |
| Während eines Squashspiels gibt Bluey vor, Bandits Bewegungen zu kontrollieren, während Bingo Onkel Stripe steuert. Bingo ist entmutigt, als Bandit darauf besteht, dass ältere Geschwister immer gewinnen, was sie dazu bringt, Onkel Stripe zu inspirieren und zu motivieren, die zweite Runde zu gewinnen. |           |                             |                                   |                      |                                       |                                 |                 |
| 57 | 5         | Friseur                     | Hairdressers                      | 21. März 2020        | 24. Mai 2021                          | Joe Brumm                       | 361.000         |
| In ihrem Rollenspiel als Friseurin hat Bingo Schwierigkeiten, ihre Ideen zu artikulieren, und Bluey spricht ständig in ihrem Namen. Aber als die Schwestern entdecken, dass Bandit Nissen hat, müssen sie zusammenarbeiten, um die wachsende Bedrohung für ihr Spiel zu bekämpfen. Bluey lernt, innezuhalten und auf Bingos Ideen zu hören, während Bingo ihre Stimme findet und lernt, selbstbewusst zu sein.                                                              |           |                             |                                   |                      |                                       |                                 |                 |
| 58 | 6         | Spielzeit                   | Stumpfest                         | 22. März 2020        | 28. Mai 2021                          | Joe Brumm                       | 343.000         |
| Bandit, Onkel Stripe und Luckys Vater kündigen an, dass sie die Baumstümpfe aus dem Garten entfernen wollen, was sie „Stumpffest“ nennen. In der Zwischenzeit richten Bluey, Bingo und Muffin ein Nagelstudio auf einem der Stümpfe ein. Die Mädchen protestieren mit einem Sitzstreik, um die Entfernung des Baumstumpfs durch die Eltern zu verhindern, bevor sie beschließen, mit ihnen zu verhandeln.                                                                   |           |                             |                                   |                      |                                       |                                 |                 |
| 59 | 7         | Das Allerbeste              | Favourite Thing                   | 23. März 2020        | 26. Feb. 2021                         | Joe Brumm                       | 303.000         |
| Beim Abendessen erzählt die Familie, was ihr an diesem Tag am besten gefallen hat. Bluey erinnert sich an ihr Highlight und bringt dabei versehentlich Bingo in Verlegenheit. Die Familie arbeitet zusammen, um lustige Momente des Tages nachzuerzählen, in der Hoffnung, dass Bingo sich besser fühlt. |           |                             |                                   |                      |                                       |                                 |                 |
| 60 | 8         | Morgenstress                | Daddy Dropoff                     | 24. Mär. 2020 Anm. 3 | 26. Feb. 2021                         | Joe Brumm                       | 192.000         |
| Als Bandit an der Reihe ist, Bluey und Bingo zur Schule und in den Kindergarten zu bringen, machen sich die Kinder daran, den Morgen ein wenig lustiger zu gestalten. Bandit versucht verzweifelt, die morgendliche Routine einzuhalten und gleichzeitig Bluey und Bingo beim Spielen zu unterhalten. |           |                             |                                   |                      |                                       |                                 |                 |
| 61 | 9         | Bingo                       | Bingo                             | 25. Mär. 2020 Anm. 3 | 25. Feb. 2021                         | Joe Brumm                       | 196.000         |
| Während Bluey mit Chloe zum Spielen verabredet ist, versucht Bingo, das selbstständige Spielen zu lernen. Zunächst fällt es ihr schwer, ein geeignetes Spiel zu finden, doch dann lässt sie sich von Chilli dazu inspirieren, ein Problem zu finden, das gelöst werden muss. Bingo stellt sich der Herausforderung, die Farbe eines Kiwis zu bestimmen, um sich selbst zu unterhalten.                                                                                      |           |                             |                                   |                      |                                       |                                 |                 |
| 62 | 10        | Die Insel                   | Rug Island                        | 26. Mär. 2020 Anm. 3 | 24. Mai 2021                          | Joe Brumm                       | 191.000         |
| Bluey und Bingo errichten im Garten die fantasievolle „Teppichinsel“, indem sie ihre Spielmatte und Filzstifte umfunktionieren. Obwohl Erwachsene die Insel normalerweise nicht betreten dürfen, wird Bandit plötzlich an den Strand gespült. Er ist versucht, zu bleiben und sein inneres Kind wiederzuentdecken, während er die Routinen und Bräuche des Landes kennenlernt.                                                                                              |           |                             |                                   |                      |                                       |                                 |                 |
| 63 | 11        | Oma-Tag                     | Charades                          | 27. März 2020        | 25. Feb. 2021                         | Joe Brumm                       | 310.000         |
| Bluey und Bingo spielen Scharade mit den Cousins im Haus von Nana, aber Muffin und Socks haben Schwierigkeiten, die Spielregeln zu verstehen. Während Nana versucht, auf alle einzugehen, fangen die Cousins an zu streiten und das Spiel entgleist schnell. Nana bringt Bluey und Bingo bei, wie sie die Spielregeln aufgeben können, um sicherzustellen, dass ihre jüngeren Verwandten ihren Spaß haben.                                                                  |           |                             |                                   |                      |                                       |                                 |                 |
| 64 | 12        | Klebe-Gecko                 | Sticky Gecko                      | 29. März 2020        | 25. Mai 2021                          | Joe Brumm                       | 370.000         |
| Chilli versucht, Bluey und Bingo für eine Spielverabredung vorzubereiten, aber die Mädchen werden durch das „klebrige Gecko-Spielzeug“ abgelenkt, das an der Decke klebt. Chilli erledigt mehrere Dinge gleichzeitig, während Bluey und Bingo sich nur widerwillig anziehen und für ihr Treffen im Park bereit machen. Chilli und Bluey einigen sich schließlich auf eine gemeinsame Abmachung für das Spieltreffen.                                                        |           |                             |                                   |                      |                                       |                                 |                 |
| 65 | 13        | –                           | Dad Baby                          | 29. März 2020        | –                                     | Joe Brumm                       | 370.000         |
| Als Bingo ihr altes Babytragetuch entdeckt, demonstriert Bandit, wie es funktioniert. Bluey besteht darauf, dass er nun so tun muss, als sei er schwanger, während er Bingo darin herumträgt. Bandit merkt, wie schwierig es ist, schwanger zu sein, und mit der Hilfe von Luckys Vater bringt er schließlich sein neues Baby zur Welt. |           |                             |                                   |                      |                                       |                                 |                 |
| 66 | 14        | Mama-Schule                 | Mum School                        | 30. März 2020        | 21. Sep. 2021                         | Joe Brumm                       | 277.000         |
| Bluey besucht die „Mama-Schule“, einen Kurs, in dem sie lernt, wie man eine Mutter ist, indem sie sich um eine Gruppe von Ballons kümmert. Im Laufe des Tages muss Bluey lernen, mit einem schwierigen Ballon umzugehen, während Chilli ihre Fähigkeiten als Mutter bewertet. Schließlich ermutigt Chilli Bluey, ihre Fähigkeiten weiter zu verfeinern, bevor sie den Kurs abschließen kann.                                                                                |           |                             |                                   |                      |                                       |                                 |                 |
| 67 | 15        | Papa-Express                | Trains                            | 31. März 2020        | 25. Mai 2021                          | Joe Brumm                       | 312.000         |
| Bingo spielt einen Tag voller Besorgungen und reist mit Bandits angeblichem Zug zu jedem Ort. Doch als Bluey als widerspenstiger Passagier in den Zug steigt, verzögert sich die Fahrt und Bingos Zeitplan gerät durcheinander. Bingo kommt zu spät zur Arbeit beim Tierarzt, was eine Kette von Ereignissen auslöst, die sie dazu bringt, ihre Arbeitsweise zu überdenken.                                                                                                 |           |                             |                                   |                      |                                       |                                 |                 |
| 68 | 16        | Der Neue                    | Army                              | 1. Apr. 2020         | 27. Mai 2021                          | Joe Brumm                       | 329.000         |
| Jack hat seinen ersten Tag in Blueys Schule, aber er ist besorgt, dass es ihm schwer fallen wird, still zu sitzen und den Anweisungen zu folgen. Jack freundet sich mit Rusty an, der ihm beibringt, wie man „Armee“ spielt. Als neuer Rekrut muss Jack den Anweisungen seines Drill-Sergeants Rusty folgen, während er sich einer Ausbildung zum Soldaten unterzieht. Jack entdeckt seine Fähigkeit, sich zu konzentrieren, und wird als Private in die Armee aufgenommen. |           |                             |                                   |                      |                                       |                                 |                 |
| 69 | 17        | Restaurant                  | Fancy Restaurant                  | 2. Apr. 2020         | 27. Mai 2021                          | Joe Brumm & Chris Bennett       | 356.000         |
| Bluey und Bingo wollen miterleben, wie sich ihre Eltern küssen, also beschließen sie, Bandit beizubringen, wie man romantisch ist. Die Schwestern richten im Spielzimmer ein Restaurant ein, in dem Bingo als Kellnerin und Bingo als Chefkoch fungiert. Bandit versucht, Chilli bei ihrem Date zu beeindrucken, während Bluey und Bingo versuchen, ein besonderes Essen zu servieren. Bandit findet einen einzigartigen Weg, romantisch zu sein.                           |           |                             |                                   |                      |                                       |                                 |                 |
| 70 | 18        | Müde Beine                  | Piggyback                         | 3. Apr. 2020         | –                                     | Joe Brumm                       | 403.000         |
| Die Familie Heeler macht einen Spaziergang am Flussufer, wobei Bluey und Bingo auf ihren Rollern mitfahren. Doch Bingo wird langsam müde und klagt über schmerzende Beine. Chilli, Bandit und Bluey lassen sich einiges einfallen, um Bingo zum Weitermachen zu motivieren. Bingo schafft es bis zum Flussufer und ist motiviert, den ganzen Weg nach Hause zu laufen. |           |                             |                                   |                      |                                       |                                 |                 |
| 71 | 19        | Die Aufführung              | The Show                          | 4. Apr. 2020         | 20. Sep. 2021                         | Joe Brumm                       | 352.000         |
| Nachdem Bingo das Frühstück, das sie und Bluey für den Muttertag vorbereitet haben, aus Versehen fallen lässt, ist Bingo entmutigt. Die Mädchen führen stattdessen eine Aufführung für Chilli auf, nachdem sie ihnen beigebracht hat, dass „die Show weitergehen muss“. Nach einem kleinen Missgeschick hat Bingo jedoch das Gefühl, dass sie die gesamte Aufführung ruiniert hat. Bingo kehrt zur Aufführung zurück, die schließlich ein Erfolg wird.                      |           |                             |                                   |                      |                                       |                                 |                 |
| 72 | 20        | Krabbenplage                | Tickle Crabs                      | 5. Apr. 2020         | 20. Sep. 2021                         | Joe Brumm                       | 345.000         |
| Bluey und Bingo überreden Bandit, eines seiner unbeliebtesten Spiele zu spielen: „Krabbenplage“, bei dem er so tun muss, als wäre er am Strand und versehentlich ein paar Krabben nach Hause bringt, die ihn kitzeln. Bandit bittet Chilli, das Spiel mit ihm zu spielen, aber als sie sich weigert, wird ihm klar, dass er selbst einen Weg finden muss, um die kitzelnden Krabben zu stoppen.                                                                             |           |                             |                                   |                      |                                       |                                 |                 |
| 73 | 21        | Auf der Flucht              | Escape                            | 6. Apr. 2020         | 20. Sep. 2021                         | Joe Brumm                       | 420.000         |
| Bluey und Bingo sind empört, als sie erfahren, dass Chilli und Bandit während ihres Aufenthalts bei Nana einige Zeit allein, ohne die Kinder, verbringen werden. Bluey und Bingo stellen sich in Gedanken vor, wie sie in die Privatsphäre ihrer Eltern eindringen könnten, während Chilli und Bandit sich ausmalen, wie sie der Verfolgung ihrer Kinder entkommen könnten. Plötzlich kehrt sich die Verfolgung um.                                                         |           |                             |                                   |                      |                                       |                                 |                 |
| 74 | 22        | Busfahrt                    | Bus                               | 7. Apr. 2020         | 21. Sep. 2021                         | Joe Brumm                       | 326.000         |
| Bluey und Bingo verkleiden sich als Großmütter und steigen in den imaginären Bus, den Bandit fährt. Sie freunden sich mit einer Dame im Bus (Chilli) an, die in den Busfahrer verknallt ist. Die beiden Großmütter werden zu Verkupplerinnen und helfen der Dame, den Mut aufzubringen, ihn anzusprechen, und richten im Bus ein Chaos an, damit ihre neue Freundin mehr Zeit hat, ihr Selbstvertrauen zu finden.                                                           |           |                             |                                   |                      |                                       |                                 |                 |
| 75 | 23        | Königinnen                  | Queens                            | 8. Apr. 2020         | 26. Mai 2021                          | Joe Brumm Idee: Michael Griffin | 297.000         |
| Bluey und Bingo verkleiden sich als Großmütter und steigen in den imaginären Bus, den Bandit fährt. Sie freunden sich mit einer Dame im Bus (Chilli) an, die in den Busfahrer verknallt ist. Die beiden Großmütter werden zu Verkupplerinnen und helfen der Dame, den Mut aufzubringen, ihn anzusprechen, und richten im Bus ein Chaos an, damit ihre neue Freundin mehr Zeit hat, ihr Selbstvertrauen zu finden.                                                           |           |                             |                                   |                      |                                       |                                 |                 |
| 76 | 24        | Verpackung                  | Flat Pack                         | 9. Apr. 2020         | 26. Mai 2021                          | Joe Brumm                       | 356.000         |
| Während Chilli und Bandit sich bemühen, einen flachen Gartenstuhl zusammenzubauen, spielen Bluey und Bingo mit den Kartons und Verpackungen im Hinterhof. Die Schwestern spielen Evolution, indem sie so tun, als wären sie verschiedene Kreaturen, die sich in der neuen Welt, die sie um sich herum aufgebaut haben, zurechtfinden. |           |                             |                                   |                      |                                       |                                 |                 |
| 77 | 25        | Hubschrauber                | Helicopter                        | 10. Apr. 2020        | 1. Feb. 2022                          | Joe Brumm                       | 338.000         |
| Nachdem sie eine Spielverabredung mit Honey absagen muss, lernt Bluey, dass es Dinge im Leben gibt, die sie nicht kontrollieren kann. In der Schule fliegt sie einen vorgetäuschten Hubschrauber und ernennt sich selbst zum Piloten. Aber als ihre Freunde ihre eigenen Details zu ihrer Hubschraubersimulation hinzufügen, erkennt Bluey, dass sie etwas Kontrolle abgeben muss, damit auch andere das Spiel genießen können.                                             |           |                             |                                   |                      |                                       |                                 |                 |
| 78 | 26        | Schlaf gut                  | Sleepytime                        | 11. Apr. 2020        | 26. Feb. 2021                         | Joe Brumm                       | 376.000         |
| Zur Schlafenszeit ist Bingo fest entschlossen, die ganze Nacht in ihrem eigenen Bett zu schlafen. Nachdem sie eine Gutenachtgeschichte über den Weltraum gelesen hat, wird Bingo in eine intergalaktische Traumwelt katapultiert. Zusammen mit ihrem Kuscheltier Floppy stellt sich Bingo vor, zwischen den Planeten zu reisen, während sie unbewusst während der Nacht zwischen den Betten des Hauses wechselt.                                                            |           |                             |                                   |                      |                                       |                                 |                 |
| 79 | 27        | Opa                         | Grandad                           | 25. Okt. 2020        | 22. Sep. 2021                         | Joe Brumm                       | 227.000         |
| Chilli nimmt Bluey und Bingo mit, um Opa in seinem Haus im Busch zu besuchen, während er sich von einer Herzoperation erholt. Chilli besteht darauf, dass er sich ausruhen sollte, aber Großvater lehnt ab, dass dies seine Entscheidung sein sollte. Opa, Bluey und Bingo wagen sich in den Busch, während Chilli ihnen hinterherläuft. Schließlich lenkt Opa ein und gibt zu, dass er sich ausruhen sollte, da er älter wird.                                             |           |                             |                                   |                      |                                       |                                 |                 |
| 80 | 28        | Die Wippe                   | Seesaw                            | 26. Okt. 2020        | 22. Sep. 2021                         | Joe Brumm                       | 404.000         |
| Beim Spielen im Park findet Pom Pom, dass sie zu klein ist, um an den Spielen von Bluey und Bingo teilzunehmen. Beim Spielen auf der Wippe werden die Schwestern jedoch von Bandit provoziert, der mit seinem Gewicht die Bewegung des Geräts zum Stillstand bringt. Bluey und Bingo rekrutieren eine Gruppe ihrer Freunde, um Bandit von der Wippe zu stürzen, und benötigen schließlich die Hilfe von Pom Pom.                                                            |           |                             |                                   |                      |                                       |                                 |                 |
| 81 | 29        | Kino                        | Movies                            | 27. Okt. 2020        | 22. Sep. 2021                         | Joe Brumm                       | 383.000         |
| Bandit nimmt Bluey und Bingo zum ersten Mal mit ins Kino, aber Bluey zögert und ist aufgeregt wegen der bevorstehenden erschreckenden Sequenz des Films. Aber als Bingos Verhalten im Kino unkontrollierbar wird, muss Bluey ihre Angst vor dem Film überwinden und Bandit helfen, ihre Schwester zu beruhigen. |           |                             |                                   |                      |                                       |                                 |                 |
| 82 | 30        | Bibliothek                  | Library                           | 28. Okt. 2020        | 23. Sep. 2021                         | Joe Brumm                       | 343.000         |
| Onkel Stripe sagt zu Muffin, dass sie „das besonderste Kind der Welt“ ist, was sie zu der Überzeugung bringt, dass sie sich nicht an die Regeln halten muss. Dies führt zu Konflikten, als Bluey und Bingo sich bemühen, Muffin in ihr Bibliotheksrollenspiel einzubeziehen, ohne dass sie ihre Anweisungen völlig missachtet. |           |                             |                                   |                      |                                       |                                 |                 |
| 83 | 31        | Freundschaft                | Barky Boats                       | 29. Okt. 2020        | 17. Apr. 2022                         | Joe Brumm                       | 388.000         |
| In der Schule bekommen Bluey und Mackenzie Besuch von ihren älteren Buddys. Bluey baut mit Mia einen Feengarten, während Mackenzie mit Captain Baumrindenstücke als Boote schwimmen lässt. Mia und Captain zeigen mehr Interesse daran, Zeit miteinander zu verbringen, als mit ihren jüngeren Freunden und lassen Bluey und Mackenzie im Stich, was diese entmutigt zurücklässt.                                                                                           |           |                             |                                   |                      |                                       |                                 |                 |
| 84 | 32        | Burger Laden                | Burger Shop                       | 30. Okt. 2020        | 2. Feb. 2022                          | Joe Brumm                       | 389.000         |
| Nachdem er ein Erziehungsbuch gelesen hat, beschließt Bandit, seinen Kindern zu erlauben, ihre eigenen Entscheidungen zu treffen und Autonomie zu entwickeln. Bluey und Bingo spielen in der Badewanne die Abläufe in einem Burger-Restaurant nach, und er ermuntert sie sanft, ihr Spiel zu beenden und ins Bett zu gehen. Schließlich erkennt Bandit, dass ein autoritäreres Vorgehen erforderlich ist, um die Kinder zum Zuhören zu bewegen.                             |           |                             |                                   |                      |                                       |                                 |                 |
| 85 | 33        | Zirkus                      | Circus                            | 31. Okt. 2020        | 25. Jan. 2022                         | Joe Brumm                       | 437.000         |
| Am Wahltag spielen Bluey und Bingo mit ihren Freunden im Park, während ihre Eltern ihre Stimmen abgeben. Die Freunde führen eine Zirkusvorstellung auf, bei der Bluey die Leitung übernimmt. Während Herkules Gewalt anwendet, um Winton dazu zu bringen, mit ihm zu spielen, zeigt Bluey, dass eine verantwortungsvolle Anführerin ihren Anhängern auf rücksichtsvolle Weise zeigt, was zu tun ist.                                                                        |           |                             |                                   |                      |                                       |                                 |                 |
| 86 | 34        | Schwimmschule               | Swim School                       | 1. Nov. 2020         | 29. Sep. 2021                         | Joe Brumm                       | 424.000         |
| Bluey nimmt die Rolle einer exzentrischen Schwimmlehrerin an und nimmt Bingo, Chilli und Bandit als ihre Schüler auf. Im Schwimmbad verstrickt sich die Familie in die Politik der Regeln rund um das gegenseitige Verpfeifen. Die Eltern versuchen, den Kindern beizubringen, dass der wahre Zweck des Informierens darin besteht, sich gegenseitig vor Gefahren zu schützen und sich gegenseitig zu unterstützen.                                                         |           |                             |                                   |                      |                                       |                                 |                 |
| 87 | 35        | Café                        | Café                              | 2. Nov. 2020         | 24. Jan. 2022                         | Joe Brumm & Dave Lowe           | 341.000         |
| An einigen aufeinander folgenden Vormittagen lernt Bluey im Park eine neue Freundin, Winnie, kennen, und Bandit begegnet ihrem Vater, Fido. Ihre Freundschaft entwickelt sich, und Winnie lädt Bluey zum Frühstück ein. Bandit und Fido brauchen jedoch länger, um ihre Freundschaft zu vertiefen, und die Mädchen müssen ihre Väter davon überzeugen, ihre Zuneigung füreinander zuzugeben und das Treffen zu organisieren.                                                |           |                             |                                   |                      |                                       |                                 |                 |
| 88 | 36        | Post                        | Postman Postman and Ground's Lava | 3. Nov. 2020         | 24. Jan. 2022                         | Joe Brumm                       | 396.000         |
| Als Bluey hört, wie sich ihre Eltern über eine Kleinigkeit streiten, bringt sie ihre Verärgerung zum Ausdruck. Sie gibt sich als Postbotin aus, um einen Entschuldigungsbrief von Bandit an Chilli zu überbringen. Als Bingo jedoch „Der Boden ist Lava“ spielen will, müssen die Schwestern zusammenarbeiten, um ihre Spiele zu kombinieren. Bluey lernt, dass Zankereien gesund sind und die Kommunikation zwischen den Menschen fördern.                                 |           |                             |                                   |                      |                                       |                                 |                 |
| 89 | 37        | Ruhe                        | The Quiet Game                    | 4. Nov. 2020         | 21. Jan. 2022                         | Joe Brumm                       | 414.000         |
| Nachdem Bluey und Bingo zu laut gespielt haben, weist Bandit sie heimlich an, so lange wie möglich zu schweigen, und tarnt die Aufforderung als Spiel. Aber als er mit ihnen in den Spielzeugladen geht, um ein Geburtstagsgeschenk für Muffin zu kaufen, muss er sich auf die Gesten und Bewegungen der Kinder verlassen, wenn sie lautlos angeben, welches Spielzeug ihre Cousine erhalten soll.                                                                          |           |                             |                                   |                      |                                       |                                 |                 |
| 90 | 38        | Ausmisten                   | Mr Monkeyjocks                    | 5. Nov. 2020         | 1. Feb. 2022                          | Joe Brumm                       | 397.000         |
| Bluey bittet Bandit um ein neues Spielzeug, aber er erklärt, dass sie und Bingo bereits zu viele Spielsachen haben. Bandit besteht darauf, dass die Mädchen entscheiden müssen, welche ihrer Spielsachen etwas Besonderes sind und behalten werden sollen und welche gespendet werden sollen. Als sie beschließen, dass ihr Stofftier-Affe Mr Monkeyjocks zu wichtig ist, um ihn wegzugeben, fordert Bandit sie auf, zu beweisen, warum er etwas Besonderes ist.            |           |                             |                                   |                      |                                       |                                 |                 |
| 91 | 39        | Die Babysitter              | Double Babysitter                 | 6. Nov. 2020         | 24. Sep. 2021                         | Joe Brumm                       | 314.000         |
| Chilli und Bandit sind beide über Nacht weg und haben versehentlich Onkel Rad und Blueys Patentante Frisky gleichzeitig als Babysitter für die Kinder gebucht. Bluey hat Angst davor, von Babysittern ins Bett gebracht zu werden, also organisieren Rad und Frisky Spiele, damit sie die beiden besser kennenlernen kann. Während sie auf die Mädchen aufpassen, beginnen Onkel Rad und Frisky eine romantische Beziehung zu entwickeln.                                   |           |                             |                                   |                      |                                       |                                 |                 |
| 92 | 40        | Schlechte Laune             | Bad Mood                          | 7. Nov. 2020         | 24. Sep. 2021                         | Joe Brumm                       | 368.000         |
| Chilli bringt Bingo versehentlich in schlechte Stimmung, indem sie ihr Verhalten als „frech“ bezeichnet. Daraufhin rennt Bingo zu Bandit, der ihre „schlechte Laune“ ausnutzt. Bingo steht auf den Füßen ihres Vaters, der durch das Haus stapft und alle ihre Bewegungen kontrolliert. Bluey versucht, Bingo aus der Kontrolle ihrer schlechten Laune zu befreien, indem sie sie mit all ihren Lieblingssachen lockt.                                                      |           |                             |                                   |                      |                                       |                                 |                 |
| 93 | 41        | Oktopus                     | Octopus                           | 8. Nov. 2020         | 1. Feb. 2022                          | Mark Paterson & Joe Brumm       | 392.000         |
| Chloe ist begeistert, als sie in Blueys Haus „Oktopus“ spielt, und versucht, dieses Erlebnis zu Hause mit ihrem eigenen Vater nachzuahmen. Chloe ist entmutigt, als ihr Vater das Spiel nicht mit demselben Elan spielen kann wie Blueys Vater. Das bringt Chloes Vater dazu, den Oktopus zu erforschen, was dem Duo hilft, zu improvisieren und die Aktivität auf ihre eigene Weise neu zu erfinden.                                                                       |           |                             |                                   |                      |                                       |                                 |                 |
| 94 | 42        | Müllabfuhr                  | Bin Night                         | 9. Nov. 2020         | 23. Sep. 2021                         | Joe Brumm                       | 374.000         |
| Bluey und Bingo helfen Bandit, nachts die Mülltonnen herauszubringen, und beobachten mit Chilli, wie der Müllwagen am nächsten Morgen ankommt. In den darauffolgenden Wochen erzählt Bingo, wie ein neuer Schüler im Kindergarten sie beschimpft hat. Nach anfänglicher Zurückhaltung findet Bingo schließlich einen Weg, sich mit ihrem neuen Mitschüler anzufreunden. |           |                             |                                   |                      |                                       |                                 |                 |
| 95 | 43        | Kragen-Muffin               | Muffin Cone                       | 10. Nov. 2020        | 25. Jan. 2022                         | Joe Brumm                       | 382.000         |
| Als Muffin nicht aufhört, an ihrem Daumen zu lutschen, steckt Tante Trixie sie in eine Schutzkragen, um ihr das abzugewöhnen. Muffin ist verärgert, während Bluey und Bingo frustriert sind, dass ihre Cousine aufgrund ihrer Bewegungseinschränkung nicht mit ihnen spielen kann. Die Schwestern denken sich Spiele aus, bei denen Muffin auch mit ihrem „Schandkragen“ noch mitmachen kann.                                                                               |           |                             |                                   |                      |                                       |                                 |                 |
| 96 | 44        | Enten-Torte                 | Duck Cake                         | 11. Nov. 2020        | 27. Jan. 2022                         | Joe Brumm                       | 416.000         |
| Bandit macht sich auf den Weg, um eine berühmte Torte in Form einer Ente für Bingos Geburtstag zu backen, was sich als schwieriger erweist, als er erwartet hat. Gleichzeitig bittet er Bluey inständig, ihre Spielsachen aufzuräumen, aber sie hat Schwierigkeiten, sich dazu zu motivieren. Als sie sieht, wie ihr Vater beim Backen entmutigt wird, beginnt Bluey zu verstehen, wie wichtig es ist, anderen zu helfen.                                                   |           |                             |                                   |                      |                                       |                                 |                 |
| 97 | 45        | Handstand                   | Handstand                         | 12. Nov. 2020        | 27. Jan. 2022                         | Joe Brumm                       | 331.000         |
| Auf ihrer Geburtstagsfeier versucht Bingo einen Handstand zu machen, fühlt sich aber übersehen, als niemand sie zu bemerken scheint. Auch Nana fühlt sich fehl am Platz, als sie feststellt, dass niemand eine Aufgabe für sie hat oder ihre Hilfe benötigt. Schließlich finden Bingo und Nana zueinander, und Nana sieht Bingo zu, wie sie ihren Handstand vollführt. |           |                             |                                   |                      |                                       |                                 |                 |
| 98 | 46        | Die Reise                   | Road Trip                         | 13. Nov. 2020 Anm. 4 | 26. Jan. 2022                         | Joe Brumm                       | 214.000         |
| Bluey, Bingo, Chilli und Bandit begeben sich mit dem Geländewagen der Familie auf einen Roadtrip, und Bandit versucht, den „grauen Nomaden“ voraus zu sein, um nicht den idealen Campingplatz zu verlieren. Bluey langweilt sich auf der langen Fahrt, und Chilli versucht, sie mit einigen Spielen im Auto zu unterhalten, aber schließlich lernt sie, die kleinen Details des Lebens zu schätzen, um die Langeweile zu überstehen.                                        |           |                             |                                   |                      |                                       |                                 |                 |
| 99 | 47        | Eiscreme                    | Ice Cream                         | 14. Nov. 2020 Anm. 4 | 24. Sep. 2021                         | Joe Brumm                       | 218.000         |
| Bluey und Bingo überreden ihren Vater, ihnen Desserts von einem Eiswagen zu kaufen, und er willigt widerwillig ein. Die Schwestern geraten jedoch in einen Streit darüber, wie sie ihre gewählten Geschmacksrichtungen gleichmäßig aufteilen sollen, was dazu führt, dass ihre beiden Eiscremes schmelzen. Nachdem sie ihre Leckereien verschwendet haben, entscheiden sie sich für eine vernünftigere Art des Teilens.                                                     |           |                             |                                   |                      |                                       |                                 |                 |
| 100 | 48        | Wörter                      | Dunny                             | 15. Nov. 2020 Anm. 4 | 26. Jan. 2022                         | Joe Brumm                       | 204.000         |
| Chilli bittet Bluey und Bingo, das Wort „Klo“ nicht mehr zu benutzen, wenn es um die Toilette geht, da es ihrer Meinung nach unhöflich klingt. Bluey und Bingo versuchen, die Gründe für die Aufforderung ihrer Mutter zu verstehen, und versuchen frech, Wege zu finden, den Begriff weiterhin zu verwenden. |           |                             |                                   |                      |                                       |                                 |                 |
| 101 | 49        | Schreibmaschine             | Typewriter                        | 16. Nov. 2020 Anm. 4 | 2. Feb. 2022                          | Joe Brumm                       | 226.000         |
| Calypso erzählt ihren Schülern eine Geschichte und Bluey ist von der Auflösung der Geschichte unbeeindruckt. Das inspiriert sie dazu, die Geschichte selbst auf einer alten Schreibmaschine neu zu schreiben. Als die Schreibmaschine jedoch verloren geht, muss sie zusammen mit Snickers und Winton durch die Gärten reisen, um Calypso um Hilfe bei der Lösung ihrer Probleme zu bitten. Auf dem Weg dorthin wird das Trio von den Terriern überrascht.                  |           |                             |                                   |                      |                                       |                                 |                 |
| 102 | 50        | Baby-Wettrennen             | Baby Race                         | 17. Nov. 2020        | 1. Feb. 2022                          | Joe Brumm                       | 459.000         |
| Chilli erzählt, wie sie, als Bluey und Judo beide Babys waren, eifrig dabei zusah, wie Bluey bei wichtigen Meilensteinen wie Sitzen, Krabbeln und Laufen vor Judo Fortschritte machte. Chilli war entmutigt, als Judo das „Baby-Wettrennen“ zu gewinnen schien, erkannte aber schließlich, dass sie Blueys Entwicklung in deren eigenem Tempo fördern musste. |           |                             |                                   |                      |                                       |                                 |                 |
| 103 | 51        | Weihnachten bei den Heelers | Christmas Swim                    | 1. Dez. 2020         | 5. Dez. 2021                          | Joe Brumm                       | 414.000         |
| Die Heelers verbringen den Weihnachtstag mit der Großfamilie, und Bluey erhält einen neuen Stoffhund, Bartlebee, als Geschenk. Bluey stellt das Spielzeug ihren Verwandten vor, ist aber besorgt, als sie alle zu grob mit ihm spielen. Nach einem Videotelefonat mit Frisky ist Bluey überzeugt, allen eine weitere Chance zu geben, sich an das neue Familienmitglied zu gewöhnen.                                                                                        |           |                             |                                   |                      |                                       |                                 |                 |
| 104 | 52        | Ostern                      | Easter                            | 4. Apr. 2021         | 17. Apr. 2022                         | Joe Brumm                       | 607.000         |
| Bluey und Bingo machen sich Sorgen um Ostern, als sie sich daran erinnern, dass der Osterhase letztes Jahr vergessen hat, ihnen Ostereier zu bringen. Bingo ist besorgt, dass sie ein vergessliches Kind ist, aber Bluey versucht, sie vom Gegenteil zu überzeugen. Am Ostermorgen wachen die Schwestern auf und finden eine Reihe von Hinweisen, die sie auf eine Schatzsuche durch das Haus führen, um ihre Eier zu finden.                                               |           |                             |                                   |                      |                                       |                                 |                 |

## Staffel 3
| Nr. (ges.) | Nr. (St.) | Deutscher Titel              | Originaltitel   | Erstausstrahlung AUS | Deutschsprachige Erstausstrahlung (D, Disney+) | Drehbuch                    | Zuschauer (AUS) |
| --- | --------- | ---------------------------- | --------------- | -------------------- | ---------------------------------------------- | --------------------------- | --------------- |
| 105 | 1         | Perfekt                      | Perfect         | 5. Sep. 2021         | 10. Aug. 2022                                  | Joe Brumm                   | 459.000         |
| Für ihre Vatertagskarte macht sich Bluey daran, ein Bild von sich und ihrem Vater zu zeichnen. Während sie sich an ihre schönsten Erinnerungen an das Spielen mit Bandit erinnert, kämpft Bluey mit dem Gedanken, dass ihre Zeichnung perfekt sein muss. Chilli versucht, Bluey davon zu überzeugen, dass Perfektion nicht einfach und auch nicht unbedingt notwendig ist. |           |                              |                 |                      |                                                |                             |                 |
| 106 | 2         | Eigenes Zimmer               | Bedroom         | 22. Nov. 2021        | 10. Aug. 2022                                  | Joe Brumm                   | 364.000         |
| Chilli und Bandit verwandeln das alte Kinderzimmer in ein neues Schlafzimmer für Bluey. Dabei teilen Bluey und Bingo freundschaftlich ihre Habseligkeiten auf, vertiefen sich aber in den Tausch von Gegenständen und den Austausch von Notizen zur Schlafenszeit. Als Bluey schließlich ihre Schwester vermisst, bittet sie darum, in ihr altes Zimmer zurückzukehren. |           |                              |                 |                      |                                                |                             |                 |
| 107 | 3         | Der Hindernisparcours        | Obstacle Course | 23. Nov. 2021        | 10. Aug. 2022                                  | Joe Brumm                   | 287.000         |
| Chilli richtet im Garten einen Hindernisparcours ein, aber Bluey ist entmutigt, als Bandit daraus ein Rennen macht und sie besiegt. Nachdem sie bei einer Revanche geschummelt hat, entdeckt Bluey, wie wichtig es ist, zu trainieren, um ihre Fähigkeiten zu verbessern. |           |                              |                 |                      |                                                |                             |                 |
| 108 | 4         | Versprechen                  | Promises        | 24. Nov. 2021        | 10. Aug. 2022                                  | Joe Brumm                   | 352.000         |
| Bluey gibt ein Versprechen, das sie nicht einhält, wird aber wütend, als Bandit eines seiner Versprechen bricht. Chilli bringt den beiden bei, dass der Zweck eines Versprechens darin besteht, Vertrauen aufzubauen, und Bluey entdeckt, wie wichtig es ist, sich an ihre Vereinbarungen zu halten. |           |                              |                 |                      |                                                |                             |                 |
| 109 | 5         | Omelette                     | Omelette        | 25. Nov. 2021        | 10. Aug. 2022                                  | Joe Brumm                   | 298.000         |
| Chilli beschließt Bandit zu seinem Geburtstag ein Omelett zu machen und Bingo bietet ihre Hilfe an. Chilli versucht, das Frühstück schnell zuzubereiten, muss aber feststellen, dass Bingos Einmischung zu Verzögerungen führt. Chilli beschließt schließlich, die Kontrolle abzugeben und Bingo helfen zu lassen. |           |                              |                 |                      |                                                |                             |                 |
| 110 | 6         | Neugeboren                   | Born Yesterday  | 26. Nov. 2021        | 10. Aug. 2022                                  | Joe Brumm                   | 349.000         |
| Bandit bringt Bluey und Bingo die Redewendung „Ich bin doch nicht von gestern“ bei, indem er so tut, als sei er neu auf die Welt gekommen. Die Schwestern helfen ihm, sich in seiner neuen Umgebung zurechtzufinden und erklären ihm unausgesprochene soziale Regeln. Dies führt dazu, dass Bandit die Welt aus einer neuen Perspektive sieht. |           |                              |                 |                      |                                                |                             |                 |
| 111 | 7         | Das doppelte Kind            | Mini Bluey      | 27. Nov. 2021        | 10. Aug. 2022                                  | Joe Brumm                   | 452.000         |
| Bandit bemerkt die vielen Unterschiede zwischen Bluey und Bingo, was die drei dazu inspiriert, Bingo in eine „Mini Bluey“ zu verwandeln, die die Eigenheiten ihrer Schwester übernimmt. Bluey beschließt daraufhin, sich in „Big Bingo“ zu verwandeln, ist aber verärgert, als sie das Gefühl hat, dass Bandit die Persönlichkeit von Bingo ihrer eigenen vorzieht. |           |                              |                 |                      |                                                |                             |                 |
| 112 | 8         | Gemeinhorn                   | Unicorse        | 28. Nov. 2021        | 10. Aug. 2022                                  | Joe Brumm                   | 402.000         |
| Als Bluey nicht einschlafen kann, liest Chilli ihr eine Gutenachtgeschichte vor, während Bandit sie mit Hilfe einer krassen Einhorn-Handpuppe namens Unicorse unterbricht. Bluey und Chilli sind genervt von den Unterbrechungen und versuchen, das Verhalten der Puppe zu verbessern. |           |                              |                 |                      |                                                |                             |                 |
| 113 | 9         | Curry-Mission                | Curry Quest     | 29. Nov. 2021        | 10. Aug. 2022                                  | Joe Brumm                   | 402.000         |
| Als sie auf einem Currytausch zu Mackenzies Haus durch den Park gehen, müssen Bingo und Dad einer herabstürzenden Elster trotzen, die ihr Nest beschützt. |           |                              |                 |                      |                                                |                             |                 |
| 114 | 10        | Zauberei                     | Magic           | 30. Nov. 2021        | 10. Aug. 2022                                  | Joe Brumm                   | 354.000         |
| Als Chilli keine Lust zum Spielen hat, bringt Bluey Bingo bei, wie man Magie einsetzt, damit sie sie kontrollieren und zwingen kann, mit ihnen zu spielen. Die Schwestern tun so, als würden sie zaubern, aber Bluey versäumt es, die goldene Regel durchzusetzen: Magie sollte benutzt werden, um anderen zu helfen, und nicht, um Unfug zu treiben. |           |                              |                 |                      |                                                |                             |                 |
| 115 | 11        | Schacht                      | Chest           | 1. Dez. 2021         | 10. Aug. 2022                                  | Joe Brumm                   | 343.000         |
| Bandit beschließt, dass Bluey alt genug ist, um das Schachspiel zu erlernen, und nimmt Bingo in sein Team auf. Bluey und Bingo sind jedoch zu sehr von den kunstvollen Schachfiguren abgelenkt, um die Feinheiten des Spiels zu erkennen. Chilli übernimmt das Spiel und ermutigt Bandit, seine Kinder eher zu Gutherzigkeit als zu Intelligenz zu erziehen. |           |                              |                 |                      |                                                |                             |                 |
| 116 | 12        | Schafshund                   | Sheep Dog       | 2. Dez. 2021         | 10. Aug. 2022                                  | Joe Brumm                   | 281.000         |
| Chilli möchte, dass die Kinder etwas Zeit für sich haben, und so erlaubt Bandit Bluey und Bingo, „Sheep Dog“ zu spielen, eines seiner unbeliebtesten Spiele, um sie von ihrer Mutter fernzuhalten. Bluey ist verärgert, aber Chilli versucht zu erklären, warum Eltern manchmal eine Pause brauchen. Judos Mutter hilft Bandit, die Bitte zu erfüllen. |           |                              |                 |                      |                                                |                             |                 |
| 117 | 13        | Hausarbeit                   | Housework       | 3. Dez. 2021         | 10. Aug. 2022                                  | Joe Brumm                   | 302.000         |
| Während Bluey und Bingo ihre Deckenfestung aufräumen, beobachten Chilli und Bandit die vielfältigen und albernen Laufwege, die die Schwestern beim Putzen nutzen. Die Eltern werden inspiriert, die ungewöhnlichen Bewegungsstrategien zu nutzen, um ihre Hausarbeit angenehmer zu gestalten. |           |                              |                 |                      |                                                |                             |                 |
| 118 | 14        | Das Päckchen-Spiel           | Pass the Parcel | 4. Dez. 2021         | 10. Aug. 2022                                  | Joe Brumm                   | 369.000         |
| Auf einer Geburtstagsfeier ist Luckys Vater bestürzt, als er erfährt, dass das Spiel „Gib das Päckchen weiter“ jetzt kleine Preise in jeder Lage des Geschenkpapier enthält. Er passt das Spiel so an, dass es nur noch einen großen Preis in der Mitte des Päckchens gibt, was Bingo und ihre Freunde verärgert. Die Partygäste fangen an, die neuen Regeln zu bevorzugen, und Bingo entwickelt die Fähigkeit, sich mit dem Verlieren von Spielen abzufinden. |           |                              |                 |                      |                                                |                             |                 |
| 119 | 15        | Entdecker                    | Explorers       | 5. Dez. 2021         | 10. Aug. 2022                                  | Joe Brumm                   | 305.000         |
| In der Schule verschwinden Jacks Freunde mitten in ihrem Rollenspiel als Entdecker und ernennen ihn zum Kapitän ihres vorgetäuschten Schiffes. Jack muss ein furchtloser Anführer werden, um seinen Weg zurück nach Australien zu finden. Währenddessen verirrt sich Jacks Vater auf der Fahrt zur Schule, um seinen Sohn abzuholen, nachdem seinem Navigationsgerät die Batterie ausgegangen ist. |           |                              |                 |                      |                                                |                             |                 |
| 120 | 16        | Handy                        | Phones          | 6. Dez. 2021         | 10. Aug. 2022                                  | Joe Brumm                   | 338.000         |
| Opa besucht die Heelers und ist erstaunt über deren Umgang mit Handys und dem Internet. Bluey und Bingo laden ihn zu einem Rollenspiel in ihr vorgetäuschtes Restaurant ein, das als Online-Essenslieferdienst arbeitet. Opa versucht, sich an die neue Technologie und die neuen Lebensgewohnheiten zu gewöhnen. |           |                              |                 |                      |                                                |                             |                 |
| 121 | 17        | Café-Wettkampf               | Pavlova         | 7. Dez. 2021         | 10. Aug. 2022                                  | Joe Brumm                   | 357.000         |
| Bluey und Bingo entwerfen eine Simulation eines Cafés mit der Absicht, Pavlova zu essen, was Chilli ihnen verwehrt hat. Bandit gibt sich als französischer Koch aus, um zu verhindern, dass ihr Plan funktioniert. Die Eltern versuchen, Bingo zu überreden, Edamame-Bohnen zu essen. |           |                              |                 |                      |                                                |                             |                 |
| 122 | 18        | Regen                        | Rain            | 8. Dez. 2021         | 10. Aug. 2022                                  | Joe Brumm                   | 258.000         |
| Ein Sommerregen zieht über die Nachbarschaft hinweg und der Vorgarten der Heelers wird vom Regen überflutet. Bluey bemerkt einen Wasserlauf, der den Fußweg hinunterrinnt, und versucht mit verschiedenen Methoden, den Abfluss zu blockieren. Chilli ist verärgert, als Bluey im ganzen Haus schlammige Fußspuren hinterlässt. |           |                              |                 |                      |                                                |                             |                 |
| 123 | 19        | Pizza-Schwestern             | Pizza Girls     | 9. Dez. 2021         | 10. Aug. 2022                                  | Joe Brumm                   | 319.000         |
| Bluey und Bingo spielen einen Pizzalieferservice mit ihrem Tretauto, das in die Jahre gekommen ist. Die Schwestern backen Pizzas aus Schlamm, um sie an die Erwachsenen zu liefern. Als Muffin ihr neues Elektroauto vorstellt, nutzt die Gruppe das neue Modell für ihr Spiel, aber Bluey merkt, dass sie ihr altes Auto lieber mag. |           |                              |                 |                      |                                                |                             |                 |
| 124 | 20        | Autofahrt                    | Driving         | 10. Dez. 2021        | 10. Aug. 2022                                  | Joe Brumm                   | 284.000         |
| Chilli ist zu Beginn eines anstrengenden Tages mit Aufgaben überhäuft, findet aber fünf Minuten Zeit, um mit der begeisterten Bluey eine Runde „Fahren“ zu spielen. Bluey sitzt auf Chillis Schoß, während sie so tut, als wäre sie ein Auto, und sie machen eine Spritztour. Bluey findet einen Weg, Chilli dabei zu helfen, dem Spiel einen Sinn zu geben und sich voll auf das Rollenspiel einzulassen. |           |                              |                 |                      |                                                |                             |                 |
| 125 | 21        | Tina                         | Tina            | 11. Dez. 2021        | 10. Aug. 2022                                  | Joe Brumm                   | 401.000         |
| Bluey und Bingo stellen ihren Eltern ihre imaginäre Freundin Tina vor, weil sie es satthaben, dass man ihnen sagt, was sie tun sollen. Die Schwestern nutzen Tinas Größe zu ihrem Vorteil, damit Bandit und Chilli alles tun, was sie verlangen. Die Eltern planen einen Weg, um die Macht wiederzuerlangen. |           |                              |                 |                      |                                                |                             |                 |
| 126 | 22        | Der Wal                      | Whale Watching  | 12. Dez. 2021        | 10. Aug. 2022                                  | Joe Brumm                   | 312.000         |
| Während ihre Eltern sich erschöpft hinlegen, tun Bluey und Bingo so, als sei Bandit ein Boot, das sie besteigen. Nachdem sie auf raue See gestoßen sind, schlüpft Chilli in die Rolle eines Wals und wird von den Kindern gesichtet. Die Walbeobachtungsexpedition erfüllt nicht sofort die Erwartungen der Kinder. |           |                              |                 |                      |                                                |                             |                 |
| 127 | 23        | Familien Treffen Familienrat | Family Meeting  | 13. Dez. 2021        | 19. Juli 2023                                  | Joe Brumm                   | 334.000         |
| Bandit wird beschuldigt, angepupst zu haben, und Chilli beschließt, die Angelegenheit zu klären, indem sie Bandit bei einem Familientreffen vor Gericht stellt. Chilli fungiert als Richterin und hört sich beide Seiten der Geschichte an, bevor Bluey und Bingo als Zeugen in den Zeugenstand gerufen werden. Bandit deckt eine versteckte Wahrheit über Blueys Handlungen auf. |           |                              |                 |                      |                                                |                             |                 |
| 128 | 24        | Videokonferenz               | Faceytalk       | 14. Dez. 2021        | 10. Aug. 2022                                  | Joe Brumm                   | 414.000         |
| Bluey und Bingo führen einen Videoanruf mit Muffin und Socks über „Faceytalk“ auf ihrem Tablet-Computer. Muffin übernimmt die Zeichenfunktion des Anrufs, während Socks geduldig wartet, bis er an der Reihe ist. Onkel Stripe und Tante Trixie streiten sich darüber, wie sie Muffin am besten disziplinieren können. |           |                              |                 |                      |                                                |                             |                 |
| 129 | 25        | Anstrengung                  | Ragdoll         | 15. Dez. 2021        | 10. Aug. 2022                                  | Joe Brumm                   | 330.000         |
| Bandit versucht, Bluey und Bingo den Wert harter Arbeit beizubringen, als sie mit dem Geld ihres Vaters ein Eis kaufen wollen. Er gibt vor, eine leblose Stoffpuppe zu sein, die sie aus dem Haus manövrieren müssen, um zum Laden an der Ecke zu gelangen. Wendy hilft den Schwestern, Bandit zu überlisten. |           |                              |                 |                      |                                                |                             |                 |
| 130 | 26        | Märchen                      | Fairytale       | 16. Dez. 2021        | 10. Aug. 2022                                  | Joe Brumm                   | 317.000         |
| Bandit erzählt Bluey und Bingo ein echtes Märchen aus seiner Kindheit. Bandit erinnert sich an einen Urlaub mit seinen Brüdern, in dem er Stripe oft gehänselt hat. In dem Märchen wird Bandit mit einem Fluch belegt. Er verbessert seine Beziehung zu seinem Bruder und findet mit Hilfe einer Prinzessin einen Weg, den Fluch zu brechen. |           |                              |                 |                      |                                                |                             |                 |
| 131 | 27        | Tanzfest                     | Musical Statues | 13. Juni 2022        | 12. Juli 2023                                  | Joe Brumm                   | 489.000         |
| Als Bluey schlechte Laune hat, Bingo spielen will und Bandit das Haus verlassen möchte, fordert Chilli ein Spiel mit Musik, um die Familie zusammenzubringen. Nachdem das erste Spiel zu Ende ist, erfindet die Familie eine neue Spielweise, die es ihnen ermöglicht, weiter zu tanzen und Spaß zu haben. |           |                              |                 |                      |                                                |                             |                 |
| 132 | 28        | Geschichten                  | Stories         | 14. Juni 2022        | 12. Juli 2023                                  | Joe Brumm                   | 464.000         |
| Calypso erzählt eine Geschichte über Indy, die in der Schule ein Bienenwachspferd bastelt, die damit endet, dass sie aufgibt und glaubt, nichts zu können. Indy bittet darum, dass die Geschichte noch einmal erzählt wird. Diesmal hilft Winton Indy, ihr Handwerk erfolgreich zu vollenden, und beide sind stolz darauf. |           |                              |                 |                      |                                                |                             |                 |
| 133 | 29        | Handpuppen                   | Puppets         | 15. Juni 2022        | 12. Juli 2023                                  | Joe Brumm                   | 418.000         |
| Bandit ermöglicht die Rückkehr der Puppe Unicorse, um Bluey beizubringen, wie man sich beim Essen benimmt. Unicorse entwickelt Gefühle für Chilli, und Bluey und Bingo helfen ihm, sich herauszuputzen, um ihre Zuneigung zu gewinnen. Später stellt Unicorse schockiert fest, dass er eigentlich eine Puppe ist. |           |                              |                 |                      |                                                |                             |                 |
| 134 | 30        | Schildkröten-Junge           | Turtleboy       | 16. Juni 2022        | 12. Juli 2023                                  | Joe Brumm                   | 415.000         |
| Im Park entdeckt Bingo ein verlorenes Schildkrötenspielzeug namens Turtleboy und spielt mit ihm. Bandit besteht darauf, dass sie die Schildkröte nicht mit nach Hause nehmen sollen, da ihr rechtmäßiger Besitzer zurückkommen könnte, um sie abzuholen. Nachdem sie gegangen ist, spielt auch ein hörgeschädigter Hund namens Dougie mit der Schildkröte. Sowohl Bingo als auch Dougie verstecken Turtleboy bei verschiedenen Gelegenheiten, in der Hoffnung, dass er nicht aus dem Park entführt wird.                                                                                 |           |                              |                 |                      |                                                |                             |                 |
| 135 | 31        | Kostüme                      | Onesies         | 17. Juni 2022        | 12. Juli 2023                                  | Joe Brumm                   | 378.000         |
| Chilis Schwester Brandy besucht die Heelers nach vier Jahren Abwesenheit. Sie schenkt Bluey und Bingo Tier-Onesies, aber Bingos Geparden-Onesie verleitet sie dazu, sich wie ein wilder Gepard zu verhalten. Brandy versucht, mit den Emotionen fertig zu werden, die der Besuch bei der Familie hervorruft. |           |                              |                 |                      |                                                |                             |                 |
| 136 | 32        | Handwerker                   | Tradies         | 18. Juni 2022        | 12. Juli 2023                                  | Joe Brumm                   | 289.000         |
| Bluey und Bingo verstecken sich unter der hinteren Veranda des Hauses, um zwei Handwerker auszuspionieren, während sie im Garten einen Fischteich anlegen. Die Mädchen und Chilli werden in das Leben der Handwerker hineingezogen und bauen in den drei Tagen, in denen sie arbeiten, eine Beziehung zu ihnen auf. |           |                              |                 |                      |                                                |                             |                 |
| 137 | 33        | Oma-Mobil                    | Granny Mobile   | 19. Juni 2022        | 12. Juli 2023                                  | Joe Brumm                   | 286.000         |
| Bluey, Bingo und Muffin besuchen den Flohmarkt der Nachbarin Doreen, wo sie feststellen, dass ihr Roller, das „Oma-Mobil“, verkauft wird. Bluey, Bingo und Muffin verkleiden sich als Großmütter und spielen den Verkauf des heruntergekommenen Fahrzeugs nach. Muffins Rolle als „griesgrämige Oma“ hilft Doreen zu lernen, für sich selbst einzustehen. |           |                              |                 |                      |                                                |                             |                 |
| 138 | 34        | Weltraum                     | Space           | 20. Juni 2022        | 12. Juli 2023                                  | Joe Brumm                   | 320.000         |
| Jack, Rusty und Mackenzie tun so, als würden sie in einem Raketenschiff ins Weltall reisen, auf einer Mission zum Mars. Mackenzie löst sein imaginäres Halteseil und beschließt, in ein schwarzes Loch zu reisen. Die Expedition löst bei Mackenzie einen Erinnerungsprozess über das Verlassenwerden aus. |           |                              |                 |                      |                                                |                             |                 |
| 139 | 35        | Knutschi                     | Smoochy Kiss    | 21. Juni 2022        | 19. Juli 2023                                  | Joe Brumm                   | 349.000         |
| Als Chilli sich über Bandits lästige Angewohnheiten beschwert, nehmen Bluey und Bingo ihn mit und machen ihn zu ihrem Eigentum. Chilli jagt ihm hinterher und wünscht sich einen „Schmusekuss“. Dabei lernen die Mädchen einige der ekelhaften Eigenschaften ihres Vaters kennen. Die Eltern erklären ihnen, dass sie sich ungeachtet ihrer Fehler trotzdem lieben. |           |                              |                 |                      |                                                |                             |                 |
| 140 | 36        | Schmutzig                    | Dirt            | 22. Juni 2022        | 12. Juli 2023                                  | Francis Stanton & Joe Brumm | 398.000         |
| Bluey und Bingo spielen in einem Erdhügel, der vor ihrem Haus abgeladen wurde, und Judo möchte unbedingt mitspielen, hat aber von ihrer Mutter die Anweisung erhalten, sich nicht schmutzig zu machen. Bluey und Bingo helfen Judo, einen Weg zu finden, ohne sich schmutzig zu machen, bevor Wendy ihre Meinung ändert und Judo erlaubt, mitzuspielen. |           |                              |                 |                      |                                                |                             |                 |
| 141 | 37        | Entscheidung                 | The Decider     | 23. Juni 2022        | 12. Juli 2023                                  | Joe Brumm                   | 437.000         |
| Lucky, Chucky und Pat kommen zum Haus der Heelers, um mit Bluey, Bingo und Bandit das große Rugby-League-Spiel zu sehen, während Janelle zu Hause zuschaut. Bluey hilft Chucky bei der Entscheidung, welches Team er unterstützen soll, da sein Vater für die Maroons und seine Mutter für die Blues ist. |           |                              |                 |                      |                                                |                             |                 |
| 142 | 38        | Platz                        | Cubby           | 9. Apr. 2023         | 12. Jan. 2024                                  | Claire Renton & Joe Brumm   | 445.000         |
| Bluey und Bingo brauchen einen Platz zum Schlafen für ihr Kuscheltier Kimjim, also bauen sie ein Miniatur-Schlafzimmer für ihn. Sie erweitern ihre Konstruktion zu einem größeren Raum und bauen mehrere neue Zimmer aus Möbeln im Haus. Die Mädchen verlieren Kimjim dabei, und Bandit versucht, sich in der riesigen und ungewohnten neuen Struktur zurechtzufinden. |           |                              |                 |                      |                                                |                             |                 |
| 143 | 39        | In Form                      | Exercise        | 16. Apr. 2023        | 12. Jan. 2024                                  | Joe Brumm                   | 528.000         |
| Bandit beschließt, dass er vor der Arbeit trainieren möchte. Bluey und Bingo spielen einen Arbeitstag im Büro nach, während Bandit draußen trainiert und sich in sein Training verwickelt. Bluey überredet Bingo, die Arbeit aufzugeben, was Bingo dazu bringt, sich zu fragen, ob sie eine gute Mitarbeiterin ist. |           |                              |                 |                      |                                                |                             |                 |
| 144 | 40        | Entspannen                   | Relax           | 23. Apr. 2023        | 12. Jan. 2024                                  | Sarah Rackemann             | 509.000         |
| Die Heelers fahren in ein Hotel am Strand, um dort Urlaub zu machen. Chilli will unbedingt mit Bluey und Bingo an den Strand gehen, damit sie sich entspannen kann, aber die Kinder wollen lieber ihr Hotelzimmer erkunden. Chilli geht allein an den Strand, kann sich aber nicht entspannen. |           |                              |                 |                      |                                                |                             |                 |
| 145 | 41        | Stockvogel                   | Stickbird       | 30. Apr. 2023        | 12. Jan. 2024                                  | Joe Brumm                   | 510.000         |
| Am Strand bringt Chilli Bluey und Bingo bei, wie man mit Stöcken wirft. Auf der Suche nach weiteren Stöcken baut Bingo aus Stöcken und Sand die Skulptur eines Vogels. Bluey bringt Bingo bei, wie sie ihre Wut und Traurigkeit abreagieren kann, nachdem ihr Stockvogel von Passanten zerstört wurde. |           |                              |                 |                      |                                                |                             |                 |
| 146 | 42        | Präsentation                 | Show and Tell   | 7. Mai 2023          | 12. Jan. 2024                                  | Joe Brumm                   | 458.000         |
| Bingo wird ermutigt, ihre Präsentation über Krabbenscheren für den nächsten Tag zu üben. Bluey fragt sich unterdessen, warum Bandit sie und Bingo mit ständigen Anweisungen herumkommandiert. Bandit zeigt den Kindern, welche Folgen es hat, wenn man Anweisungen nicht befolgt. |           |                              |                 |                      |                                                |                             |                 |
| 147 | 43        | Drache                       | Dragon          | 14. Mai 2023         | 12. Jan. 2024                                  | Joe Brumm                   | 562.000         |
| Bluey erzählt mit ihren Zeichnungen auf Papier eine Fantasiegeschichte über einen Drachen, und Bandit, Chilli und Bingo schließen sich der Erzählung an. Bluey beginnt, sich ihrer Zeichenkünste bewusst zu werden, was bei Bandit und Chilli Erinnerungen an ihre eigene Kindheit auslöst. |           |                              |                 |                      |                                                |                             |                 |
| 148 | 44        | Mädchen der Wildnis          | Wild Girls      | 21. Mai 2023         | 12. Jan. 2024                                  | Joe Brumm                   | 492.000         |
| Coco, Indy und Chloe spielen ein Spiel namens Wild Girls. Chloe langweilt sich bei dem Spiel, weil es sich nie ändert, und macht stattdessen bei einem anderen Spiel mit. Indy ist hin- und hergerissen, als sie mit Chloe mitspielen will, aber Coco nicht verärgern möchte. Calypso hilft Coco zu erkennen, dass sich Spiele ändern können und dass sie unabhängig vom Spiel mit ihren Freunden spielen sollte. |           |                              |                 |                      |                                                |                             |                 |
| 149 | 45        | Fernsehladen                 | TV Shop         | 28. Mai 2023         | 12. Jan. 2024                                  | Joe Brumm                   | 534.000         |
| Bei einem Besuch in der Apotheke sind Bluey und Bingo von den Überwachungsmonitoren im Fernsehen fasziniert und versuchen, die Aufmerksamkeit ihrer Freunde zu erregen, die ebenfalls im Laden sind. Sie nutzen die Überwachungsgeräte, um sich im Labyrinth der Gänge zurechtzufinden und Coco zu finden, die krank ist. |           |                              |                 |                      |                                                |                             |                 |
| 150 | 46        | Rutschbahn                   | Slide           | 4. Juni 2023         | 12. Jan. 2024                                  | Joe Brumm                   | 529.000         |
| Bingo und Lila testen eine neue aufblasbare Wasserrutsche im Hinterhof. Bingo ist jedoch damit beschäftigt, die unzähligen Insekten, denen sie begegnen, nicht versehentlich zu zerquetschen und ihnen zu helfen, die Bahn sicher zu überqueren. Bingo und Lila arbeiten zusammen, um eine Lösung für ihr Problem zu finden. |           |                              |                 |                      |                                                |                             |                 |
| 151 | 47        | Cricket                      | Cricket         | 11. Juni 2023        | 12. Jan. 2024                                  | Joe Brumm                   | 563.000         |
| Bandit erzählt die Geschichte eines Cricketspiels in der Nachbarschaft mit Blueys Freunden und deren Eltern. Er beschreibt, wie Rusty die Fähigkeiten erlangte, die ihn zu einem erfolgreichen Schlagmann (Batter) machten, und erzählt, wie die Eltern sich bemühten, ihn während des Cricketspiels vom Feld zu befördern. |           |                              |                 |                      |                                                |                             |                 |
| 152 | 48        | Geisterkörbchen              | Ghostbasket     | 7. Apr. 2024         | 7. Apr. 2024                                   | Joe Brumm                   | –               |
| Bandit spielt einen falschen Immobilienmakler, der versucht, das Haus der Heelers zu verkaufen. Dabei stößt er auf den Widerstand von Bluey und Bingo, die vorgeben, Großmütter zu sein, die dort wohnen und sich weigern, auszuziehen. Die beiden denken sich eine Geschichte über einen „Geisterkorb“ aus, um den Verkauf des Hauses zu verhindern, während vor ihrem Haus ein Schild für den tatsächlichen Verkauf des Heeler-Hauses steht. |           |                              |                 |                      |                                                |                             |                 |
| 153 | 49        | Das Schild                   | The Sign        | 14. Apr. 2024        | 14. Apr. 2024                                  | Joe Brumm                   | 2.288.000       |
| Bluey kämpft damit, sich an den bevorstehenden Verkauf ihres Hauses aufgrund von Bandits neuem Job zu gewöhnen. Während die Heelers ihren Garten für die Hochzeit von Rad und Frisky vorbereiten, belauscht Frisky Rads Pläne für die Zeit nach der Hochzeit. Sie flieht, sodass Chilli die Kinder antreibt, um sie zu finden und rechtzeitig zur Hochzeit ins Haus zurückzubringen. Nachdem das Haus verkauft und die Möbel entfernt wurden, wird der Verkauf annulliert und die Heelers kehren nach Hause zurück. Hinweis: Diese Episode hat eine verlängerte Laufzeit von 28 Minuten. |           |                              |                 |                      |                                                |                             |                 |
| 154 | 50        | Überraschung                 | Surprise!       | 21. Apr. 2024        | 21. Apr. 2024                                  | Joe Brumm                   | –               |
| Bluey bittet Bandit, ihr Überraschungsspiel zu spielen, während Bingo ihn bittet, bei ihrem Elternschafts-Rollenspiel mitzumachen. Bandit ist überfordert, wenn er zwei Spiele gleichzeitig spielt und gleichzeitig versucht, Sport im Fernsehen zu sehen. |           |                              |                 |                      |                                                |                             |                 |